# Спитальери де Чессоле, Эжен
Граф Жан Жозеф Эжен Спитальери де Чессоле (фр. Jean-Joseph-Eugène итал. Spitalieri de Cessole; 1805, Ницца — 1876), известный также как Эжен де Сессоль (фр. Eugène comte de Cessole) — аристократ Сардинского королевства, музыкант-любитель и коллекционер.
Род Спитальери играл важную роль в графстве Ницца, и в 1775 году его глава Франсуа Оноре Спитальери (фр. François-Honoré Spitalieri; 1720—1792) был возведён в графское достоинство, получив Чессоле в качестве наследственного владения. Его старший внук Жозеф Ансельм Иларион в 1831—1845 гг. был председателем сената Ниццы, второй внук Эжен (1785—1864) принял сан и стал заметным в Ницце религиозным деятелем и благотворителем; именно он крестил старшего сына Илариона, своего племянника и тёзку в кафедральном соборе Святой Репараты.
Получил юридическое образование, занимал должность заместителя прокурора Ниццы, затем заседал в городском сенате. После присоединения Ниццы к Франции в 1860 году выставил свою кандидатуру на первых в Ницце выборах в Национальное собрание Франции, но затем отказался от участия в них после того, как французские власти поддержали в качестве официального кандидата Луи Любониса.
Был известен благотворительной поддержкой музыкантов, особенно скрипачей, собрал заметную коллекцию кремонских скрипок. Имя «Чессоле» (итал. Cessole) сохранилось за скрипкой Страдивари, унаследованной им в 1845 году от своего друга, скрипача Александра Арто (в дальнейшем на скрипке «Чессоле» играли Саша Якобсен и Ким Юнук). Опубликовал Большой концертный дуэт для скрипки и фортепиано на темы оперы Джузеппе Верди «Набукко», сочинённый совместно с Леоном Оноре.
Наиболее известен благодаря собранному им альбому с музыкальными автографами, в котором 108 музыкантов-современников оставили не только свою подпись, но и по музыкальному фрагменту каждый: среди них Николо Паганини, Ференц Лист, Гаэтано Доницетти, Джоаккино Россини, Жак Мейербер, Михаил Глинка, Анри Вьётан и другие выдающиеся композиторы и исполнители XIX века. В 2020 году вышло иллюстрированное и комментированное издание альбома (фр. Autographes musicaux du XIXe siècle: l'album niçois du comte de Cessole), подготовленное музыковедом Робертом Эделсоном и с предисловием прапраправнука графа, писателя Брюно де Сессоля.